# Prowincja Bueng Kan
Bueng Kan (taj. หนองคาย) – jedna z prowincji (changwat) Tajlandii. Sąsiaduje z prowincjami Nakhon Phanom, Sakon Nakhon i Nong Khai oraz z laotańskimi prowincjami Bolikhamxai.